# 人間横丁
人間横丁（にんげんよこちょう）は、日本の男女お笑いコンビ。プロダクション人力舎所属。スクールJCA29期出身。

## メンバー
内田 紅多（うちだ べえた、1997年3月15日 -（28歳））
ボケ・ネタ作り担当。
東京都世田谷区出身、東京造形大学造形学部デザイン学科メディアデザイン専攻領域卒業。身長158 cm。
趣味はゲーム（特に任天堂）、漫画、弾き語り、展示に行くこと、ロリータファッションを見ること。特技はイラスト、ソフトクリームを綺麗に絞る、動画編集（Premiere、AfterEffects）。
母は漫画家の内田春菊。
「紅多」は本名で、兄の名がギリシャアルファベットのアルファ（α）由来の「在波（あるは）」であり、2番目のベータ（β）にちなむ。女の子らしくできるようにとして「紅が多くなりますように」という意味で紅多の字をあてられた。名前が自分の雰囲気に合ってしっくり来ていて、名前負けを感じることも自分の名前まで嫌になることも無く、名前は気に入っているという。相手との最初の会話はほとんど名前のことで、とりあえず名前で一回盛り上がるのはいつものことだと話している。小学生の頃は基本的に「べえた」または「べえちゃん」と呼ばれていたが、「ベジータ」や「ベーコンレタスバーガー」と呼ばれることもあったという。
ガンマ（γ）にちなむ女優・エッセイストの紅甘は異父妹にあたる。

山田 蒼士朗（やまだ そうしろう、1999年7月23日 -（26歳））
ツッコミ担当。
東京都江戸川区出身。身長176 cm、血液型はO型。
趣味は写真、公園に行くこと。特技は利き水、自転車でどこまでも行ける、じゃんけんが強い。

## 来歴
内田は大学時代にお笑いを好きになったが、当時は就活のタイミングでなかなか勇気が出ずお笑いの道には進めずにいた。結局就職できずじまいだったのを機に、サツマカワRPGのネタを見て養成所への入学を決意した。最初サツマカワの出身であるワタナベコメディスクールに応募したが落選し、次に受けていたスクールJCAに合格して入学。
山田は保育園の頃に『M-1グランプリ』でのブラックマヨネーズや『エンタの神様』を観て芸人になることを決めたものの、高校時代は部活に励んでいつの間にかテレビを観なくなるようになり、卒業後に介護施設へ2年間就職。仕事の合間にルミネtheよしもとの舞台へ出演していた天竺鼠やしずるなどを観に行き、やっぱり芸人をやりたくなったため退職して養成所に入った。特に山田は天竺鼠が好きで、川原克己プロデュースのブランド品を毎日身に着けている。
2人はスクールJCA在籍時は別々のクラスだったが、コロナ禍で自己紹介の授業がZoomで行われることとなり、内田の自己紹介を見た山田は共に漫才を演じている絵が浮かんだため、4日ほど経ってから内田に向けて「紅（多）と蒼（士朗）でなんか良くないですか?」と誘いのメールを送った。それを受けた内田は「芸名でどうにでもなるのになぁ」と少々悩んでいたが、Zoomを用いて話してみると山田はよく笑うところなど内田と非常に雰囲気が似ていたため、とりあえずという形で現在のコンビを結成。山田から誘われる以前に内田は別の芸人と4日ほど組んでいたが、ネタ合わせの際にグミを渡すと6個も食べられたことで嫌になって解散していた。

## 芸風
主にコンビ仲の良さを取り入れた、ほのぼのとした雰囲気を持ち味とする漫才。新道竜巳（馬鹿よ貴方は）曰く「付き合いたてのカップルかと思わせるほど仲は良好だが、実際のカップルではない」。
ネタは内田がやりたいテーマを枕元に置いて寝ると翌朝にはできているためそれを台本に書き起こし、山田が台本を見て意見を述べる形で内田が作成している。内田は山本ルンルン、山田は万城目学の作品を好み、2人とも現実味を帯びたSFが好きであるため山田曰く「好きなものが似ているから、ネタを作っていてすごい楽しい」と語っている。
M-1グランプリでは2021年・2022年にて3回戦進出、2023年は準々決勝まで進出した。UNDER5 AWARDでは2年連続で準決勝進出。

## 賞レース戦績

### M-1グランプリ
| 年度（回）       | 結果         | No.  | 会場                       | 備考 |
| ---------------- | ------------ | ---- | -------------------------- | ---- |
| 2020年（第16回） | 1回戦敗退    | 1888 | シダックスカルチャーホール |      |
| 2021年（第17回） | 3回戦敗退    | 1601 | よしもと有楽町シアター     |      |
| 2022年（第18回） | 3回戦敗退    | 301  | よしもと有楽町シアター     |      |
| 2023年（第19回） | 準々決勝敗退 | 245  | ルミネtheよしもと          |      |
| 2024年（第20回） | 3回戦敗退    | 705  | KANDA SQUARE HALL          |      |
| 2025年（第21回） | 2回戦進出    | 1009 |                            |      |

### その他
- 2022年 第7回白黒-1グランプリ 決勝進出
- 2023年 UNDER5 AWARD 2023 準決勝進出
- 2024年 UNDER5 AWARD 2024 準決勝進出[9]

## 出演

### テレビ
- ネタパレ（フジテレビ）[10][11]
- 白黒アンジャッシュ（千葉テレビ）[12]
- ゴッドタン（テレビ東京）[13]
- ENGEIグランドスラム（フジテレビ）[14]
- 勝手にシンパイショー（テレビ朝日）
- ラヴィット!（TBSテレビ）
- 目指せ!!アウトレット芸人（千葉テレビ）[15]
- オンエア決めろ!ー笑武ー（BSJapanext）
- アルピーテイル（テレビ朝日）- 2022年9月15日
- THE MANZAI 2022 プレマスターズ（フジテレビ）- 2022年11月27日
- 賞金奪い合いネタバトル ソウドリ〜SOUDORI〜（TBSテレビ）- 2023年1月30日
- キャラダチミュージアム〜MoCA〜（フジテレビ）- 2023年2月4日
- 深夜のハチミツ（フジテレビ）
- ラフな生活のススメ（NHK総合） - 2023年7月25日
- キョコロヒー（テレビ朝日、2024年8月5日 - ）- ナレーション（内田のみ）

### ラジオ
- 人間横丁のたまのお茶会（stand.fm、2021年10月5日[16] - ）
- マイナビ Laughter Night（TBSラジオ 2021年11月5日[17]、2022年4月1日[18]・9月2日[19]・12月16日[20]）
- 人間横丁のGERA NEXT（お笑いラジオアプリGERA、2022年2月23日 - 3月15日）[21]

### 舞台
- 爍綽とvol.2『ワンス・アポン・ア・タイム・イン・バルコニー!!』（2025年1月29日 - 2月2日、浅草九劇） - 内田のみ[22]

## 連載
- 人間横丁のまるでお昼休みかのような（ワラパー、2023年7月20日 - ）[23]

## 単独ライブ
- 人間横丁新ネタライブ『きらり』（2023年2月19日、新宿バティオス）[24]
- 人間横丁新ネタライブ『ゆっくりアザラシ』（2023年5月11日、渋谷ユーロライブ）[25]
- 人間横丁第1回単独ライブ『懐柔』（2024年7月21日、シアターマーキュリー新宿）[26]